# Mechýshchiv
Mechýshchiv (ucraniano: Мечи́щів) es un pueblo de Ucrania, perteneciente al municipio rural de Saranchuký, en el raión de Ternópil de la óblast de Ternópil.
En 2001, el pueblo tenía una población de 591 habitantes.
Se ubica unos 5 km al oeste de la capital municipal Saranchuký, junto al límite con la óblast de Ivano-Frankivsk.

## Historia
Antes de su integración en el actual municipio de Saranchuký en 2020, el pueblo era sede de un consejo rural en el raión de Berezhany. El consejo rural incluía como pedanías a Kutý, Nadorózhniv y Chervone.